# Valley of the Damned
Valley of the Damned (с англ. — «Долина проклятых») — дебютный альбом британской пауэр-метал-группы DragonForce, вышедший в 2003 году.

## Запись альбома
В 2000 году группа, тогда ещё под названием DragonHeart, записала демоверсию альбома и отправила на Noise Records, с которыми впоследствии установила сотрудничество. Альбом был перезаписан в конце 2000 года и выпущен как дебютный 25 февраля 2003 года. Кроме того музыканты обнаружили, что название DragonHeart уже занято и решили переименовать группу в DragonForce. Альбом был переиздан с бонусным DVD 24 сентября 2007 года, но был издан только 24 мая 2009 года. Ремастированная версия альбома вместе с альбомом Sonic Firestorm была выпущена 22 февраля 2010 года.
Первоначальная демоверсия была записана с 8 по 12 апреля и смикширована 27 мая 2000 года Карлом Грумом в Thin Ice Studios. Перезапись альбома в 2002 году проходила в основном в Thin Ice Studios в Суррее (инженер Карл Грум) и в Lamer Luser Studios в Лондоне (инженер Герман Ли), с июля по октябрь 2002 года, за исключением партий ударных, которые были записаны в Jail House Studios в Дании (инженер Том Хансен) в мае 2002. Окончательно альбом был смикширован Карлом Грумом, Сэмом Тотманом и Германом Ли в Thin Ice Studios.

## Список композиций
| №                   | Название                          | Текст песни         | Музыка              | Длительность |
| ------------------- | --------------------------------- | ------------------- | ------------------- | ------------ |
| 1.                  | «Invocation of Apocalyptic Evil»  | —                   | Сэм Тотман          | 0:14         |
| 2.                  | «Valley of the Damned»            | Тотман, Зиппи Терт  | Тотман              | 7:11         |
| 3.                  | «Black Fire»                      | Тотман, Терт        | Тотман              | 5:47         |
| 4.                  | «Black Winter Night»              | Тотман, Терт        | Тотман              | 6:30         |
| 5.                  | «Starfire»                        | Тотман, Терт        | Тотман              | 5:53         |
| 6.                  | «Disciples of Babylon»            | Терт                | Герман Ли           | 7:16         |
| 7.                  | «Revelations»                     | Тотман, Терт        | Тотман              | 6:52         |
| 8.                  | «Evening Star»                    | Ли, Терт            | Ли                  | 6:39         |
| 9.                  | «Heart of a Dragon»               | Тотман, Терт        | Тотман              | 5:23         |
| 10.                 | «Where Dragons Rule» (Бонус трек) | Стив Уильямс, Терт  | Тотман, Уильямс     | 5:50         |
| Общая длительность: | Общая длительность:               | Общая длительность: | Общая длительность: | 57:38        |

### Демоиздание (как DragonHeart)
| №                   | Название               | Текст песни         | Музыка              | Длительность |
| ------------------- | ---------------------- | ------------------- | ------------------- | ------------ |
| 1.                  | «Valley of the Damned» | Тотман, Терт        | Тотман              | 6:56         |
| 2.                  | «Revelations»          | Тотман, Терт        | Тотман              | 6:57         |
| 3.                  | «Starfire»             | Тотман, Терт        | Тотман              | 5:45         |
| 4.                  | «Black Winter Night»   | Тотман, Терт        | Тотман              | 6:20         |
| 5.                  | «Disciples of Babylon» | Терт                | Ли                  | 7:06         |
| Общая длительность: | Общая длительность:    | Общая длительность: | Общая длительность: | 33:04        |

### Бонусный DVD
Бонусный DVD включает в себя интервью с участниками группы и продюсером во время записи Valley of the Damned, съемки из первого тура DragonForce по Японии с комментариями Германа Ли, Вадима Пружанова, Зиппи Терта и Карла Грума, закулисные съемки во время концертов в Японии.

## Участники записи
| Демоальбом Группа Зиппи Терт — вокал Герман Ли — гитара, бэк-вокал, оформление обложки Сэм Тотман — гитара, бэк-вокал Стив Скотт — бас-гитара, бэк-вокал Стив Уильямс — клавишные, бэк-вокал Приглашённые музыканты Клайв Нолан — клавишные Питер Хант — ударные | Стандартный альбом Группа Зиппи Терт — вокал Герман Ли — гитара, бэк-вокал, продюсирование Сэм Тотман — гитара, продюсирование Дикон Харпер — бас-гитара Вадим Пружанов — клавишные, бэк-вокал Дидье Альмаузни — ударные Приглашённые музыканты Клайв Нолан — клавишные, бэк-вокал |